# KRISS Vector
KRISS Vector — пистолет-пулемёт, разработанный компанией «Transformational Defense Industries».
KRISS Vector использует систему полусвободного затвора, направляющую движимую отдачей затворную группу вниз под большим углом. Эта система называется Kriss Super V.

## История
Основной задачей конструкторов этого оружия являлось достижение максимально возможной кучности стрельбы очередями с использованием патронов .45 ACP, обладающих высоким останавливающим действием пули, но вместе с тем минимизировать габариты и общую массу пистолета-пулемёта. Инженеры компании-производителя Transformational Defense Industries, Inc. (TDI) решили для достижения поставленных задач использовать патенты французского конструктора Рено Керба (Renaud Kerbrat). Испытания прототипов данного оружия были начаты в 2005 году. Результаты испытаний показали, что при стрельбе из пистолета-пулемёта TDI KRISS Super V подброс оружия при стрельбе очередью незначителен, чем обеспечивается высокая кучность автоматического огня и отличная управляемость оружия во время стрельбы. По этим параметрам пистолет-пулемёт TDI KRISS Super V значительно превосходит такие образцы, как немецкий 11,43-мм пистолет-пулемёт HK UMP45.

## Конструкция
Автором оригинальной конструкции стал Рено Кирбра. Kriss Super V использует автоматику с полусвободным затвором. Система автоматики работает за счёт специального противовеса-вкладыша, перемещающегося в почти вертикальной плоскости позади горловины магазина. Специальные выступы затвора упираются в наклонные пазы вкладыша, в результате чего, во время выстрела, откат затвора замедляется силой трения о вкладыш, который стремится двигаться вниз. Рукоятка располагается довольно высоко относительно оси ствола, верх затыльника приклада находится на одной оси со стволом, что позволяет совместить точку упора в плечо и вектор импульса отдачи. Вкупе с полусвободным затвором всё это позволяет добиться довольно плавной, контролируемой отдачи и почти полного отсутствия подброса ствола, усугубляет которую разве что высокая скорострельность.

## Варианты
На данный момент существуют три основных варианта пистолета-пулемёта: «боевой» вариант Vector SMG, предназначенный для силовых ведомств, правоохранительных органов и военных с коротким (140 мм) стволом и режимами автоматической стрельбы, гражданский карабин Vector CRB/SO, с удлинённым до 406 мм стволом (согласно американскому законодательству, гражданское длинноствольное оружие должно иметь ствол длиной не менее 16 дюймов, иначе оно считается короткоствольным, лицензию на которое получить в ряде штатов гораздо сложнее), поверх которого надет кожух, имитирующий глушитель для большей эстетики, и возможностью стрельбы только в полуавтоматическом режиме; и Vector SDP со стволом 5.5 дюймов (140мм) и полуавтоматическим УСМ, по закону США считающийся пистолетом. Для тех мест, где это позволяет законодательство, продаётся гражданский вариант Vector SBR/SO с коротким стволом. Все варианты Kriss Vector имеют специальные направляющие — планка Пикатинни, выполненные сверху ствольной коробки и под стволом, благодаря чему его можно оснащать любыми видами механических, коллиматорных и оптических прицелов, фонарями, лазерными целеуказателями и дополнительными передними рукоятками. В первом поколении пистолета-пулемёта, в пустую нишу над стволом возможна установка тактических фонарей. Пистолет-пулемёт использует магазины ёмкостью 17 патронов, аналогичные используемым в Glock 21, а также удлинённые, вмещающие 30 патронов.

## В массовой культуре
KRISS Vector присутствует с различными приспособлениями в компьютерных играх (в скобках указаны внутриигровые названия):
- APB Reloaded (Agrotech ACES Rifle)
- Arena Breakout (Vector45)
- Arma 3 (Vermin)
- Battlefield Hardline (K10)
- Battlefield 2042 (K30)
- BRAIN / OUT
- CrossFire (Kriss Super V)
- C-OPS (Vector)
- Call of Duty: Black Ops II (Vector K10)
- Call of Duty: Ghosts (Vector CRB)
- Call of Duty: Mobile (Fennec)
- Call of Duty: Modern Warfare (Fennec)
- Call of Duty: Modern Warfare 2 (Vector)
- Call of Duty: Modern Warfare II (2022) (Fennec 45)
- Cyber Hunter (Foxtrot/Фокстрот)
- Contract Wars (Kriss Super V)
- Escape From Tarkov (TDI KRISS Vector Gen.2 .45 ACP, TDI Kriss Vector Gen.2 9x19)
- Far Cry 3 (Vector .45 ACP)
- Far Cry 4 (Vector .45 ACP)
- Far Cry 5 (Vector .45 ACP)
- Fortnite: Battle Royale (Burst SMG и Rapid fire SMG)
- Garena Free Fire (Vector)
- Insurgency: Sandstorm (Vector)
- Killing Floor (Schneidzekk medic gun)
- Killing Floor 2 (Kriss SMG)
- Miscreated (Kriss V)
- Mirror's Edge: Catalyst (KA-5)
- PAYDAY 2 (DLC «Gage Ninja Pack») (Kross Vertex)
- PlayerUnknown's Battlegrounds (Vector 9x19mm)
- PlayerUnknown's Battlegrounds Mobile
- PlayerUnknown's Battlegrounds Lite
- PlayerUnknown's Battlegrounds: New State mobile
- Point Blank
- Ring of Elysium
- Resident Evil: Operation Raccoon City (Advanced SMG), (Combat SMG)
- Rules of survival (Vector gun)
- Running With Riffles, как редкое оружие
- SCP: Secret Laboratory (Crossvec)
- Sniper 3D Assasin (Kriss Vector)
- Stalcraft: X (TDI KRISS VECTOR), имеет 950 выстрелов в минуту
- S.T.A.L.K.E.R. 2: Heart of Chornobyl под названием «Integral-A»
- Survarium
- Surviv.io
- Tactical Intervention (Vector)
- Tom Clancy’s Ghost Recon: Future Soldier
- Tom Clancy’s Ghost Recon: Wildlands
- Tom Clancy's Rainbow Six Siege (Vector .45 ACP, а также вымышленный вариант под патрон .308 Winchester (V308))
- Tom Clancy’s The Division (Vector 45 ACP)
- Umbrella Corps (K-12 AX)
- Unturned (Scalar)
- Warface (Kriss Super V, Kriss Super V Custom)
- Watch Dogs (Vector .45ACP)
- World War Z (игра, 2019) - Keris V10.
- OTXO - Christoforos 10 silenced (оснащен глушителем и судя по названию, используется калибр 10 мм)
- В оружейном  симуляторе-игре «World of Guns:Gun Disassembly» можно ознакомиться с реальным  функционированием 3D модели KRISS Vector.
- Arknights — присутствует в виде оружия персонажа Эксусиай.
- Girl's:Frontline — является оружием персонажа Вектор. Lost Light (Vector 9x19mm)

А также в фильмах Вспомнить всё, Обитель зла: Возмездие, Судная ночь 2, Дэдпул 2